# Tithrone roseipennis
Espèce
 Tithrone roseipennis est une espèce d'insectes, de  l'ordre des Mantodea, de la famille des Acanthopidae, sous-famille des Acontiothespinae et de la tribu des Acontistini.

## Dénomination
- Ce genre a été décrit par l'entomologiste suisse Henri de Saussure en 1870[1].
- C'est l'espèce type pour le genre.

### Synonymie
- Tithrone trinitatis (Giglio-Tos, 1927)[2]